# Köstritzer Schwarzbierbrauerei
Köstritzer Schwarzbierbrauerei is een brouwerij gevestigd in Bad Köstritz in Thüringen (Duitsland).
Het bedrijf is een van de oudste brouwerijen van Schwarzbier, vermits de oorsprong van de brouwerij teruggaat tot 1543. Na de Tweede Wereldoorlog ging de brouwerij in Oost-Duitsland over in staatseigendom (Volkseigener Betrieb); ze was een van de weinige Oost-Duitse brouwerijen die bier voor export produceerde. In 1991 is de brouwerij overgenomen door de Bitburger Braugruppe. De productie is sedertdien gestegen van 145.000 hl (1991) tot ongeveer 700.000 hectoliter per jaar.
Naast Schwarzbier produceert de brouwerij onder meer pils (Edel-Pils), Kellerbier en Witbier (naar Belgisch model).